# Move Your Ass and Feel the Beat
Move Your Ass and Feel the Beat  is een Engelstalige single van de Belgische new beat-formatie Erotic Dissidents uit 1988.
Op de B-kant van de single stond een remix en een 7"-versie van het liedje.
Het nummer verscheen op het album Naked Angel uit 1989.

## Meewerkende artiesten
- Muzikanten:
  - Herman Gillis (programmatie)
  - Jo Casters (programmatie)
  - Daan Stuyven (backing vocals)